# 在ウズベキスタンイギリス大使
在ウズベキスタンイギリス大使（ざいウズベキスタンイギリスたいし、英語: Ambassador of the United Kingdom to Uzbekistan）はウズベキスタン共和国に駐在する、イギリス政府が派遣する特命全権大使である。首都タシュケントにある在外公館、在ウズベキスタンイギリス大使館において外交任務を行なっている。

## 大使
- 1993-1995: ポール・バーン（英語版）[1]
- 1995-1999: バーバラ・ヘイ（英語版）[2]
- 1999-2002: クリストファー・インガム（英語版）[3]
- 2002-2004: クレイグ・マレー（英語版）
- 2005-2007: デヴィッド・モーラン（英語版）[4]
- 2007-2009: イアン・ケリー（英語版）[5]
- 2009-2012: ルパート・ジョイ（英語版）[6]
- 2012-現在: ジョージ・エドガー（英語版）[7]